# 嚴頤
嚴頤（14世紀—14世紀），字士正，江西吉安府泰和縣後街人，明朝政治人物。

## 生平
嚴頤個性寬厚大體，是永樂二十一年（1423年）的舉人，宣德二年（1427年）會試中副榜，授江陰訓導，陞桐城知縣，釋放冤獄、撫慰人民、鋤強扶弱、自行賑災，又重修文廟、平均力役、獎勵純樸、懲治奸頑，向天禱告使虎患消失，桐城人將他和胡儼並稱。正統八年（1443年）陞監察御史，巡按四川時擒拿謀反者，釋放被脅持者百多人，又抓捕松潘蠻寇首領，令地方安寧；十三年（1448年）陞雲南右參政，不久調為廣東右參政提督邊務，因勞病去世。

## 引用
1. 1 2  光緒《泰和縣志·卷十六·列傳》：嚴頤，字士正，禮孫，宣德二年乙榜進士，授江陰訓導，陞桐城知縣，理冤獄、勤撫字，鋤強掃苛，賑饑請不俟命；晉監察御史，繩奸惡、詆權貴，廷臣畏之，巡按四川，獲反獄戮其魁，釋脅從百餘人，松潘蠻寇梗化，頤擒其元惡，民賴以安。擢參滇南，尋改廣東參政提督邊務，頤蒞事奉公，不憚勤瘁，以疾卒。 乾隆志
2. ↑  光緒《泰和縣志·卷十二·選舉》：永樂二十一年 癸卯 鄉試……嚴頤 字士正，後街人，由江陰訓導陞桐城知縣，擢御史，厯官廣東參政
3. ↑  民國《桐城續修縣志·卷九·人物志》：嚴頤，字士正，江西泰和人，正統初為桐城縣令，德性寬厚達大體，正風俗、崇學校，表朱邑墓俾民知敬、以文廟弗稱命工鳩材新之、慨然以興起斯文為己任，由是士習丕變，民閒力役不均，則驗貧富而輕重之，痛革科削之弊，使不得侵漁，遇民之樸者大加奬諭，奸頑必懲不少假貸，境內有虎患吿於神，虎乃歛跡，桐人至今祠祀，與胡儼並稱焉，後陞廣東布政司參議。
4. ↑  《明英宗睿皇帝實錄·卷一百三》：（正統八年四月）擢行人王琳、葉蓁、潘洪、朱昇，知縣嚴頤，署教諭事舉人張子初，署訓導事舉人汪澄、劉安、史頤、譙明為監察御史，琳等先以吏部選送都察院理刑，至是考稱故擢用之。
5. ↑  《明英宗睿皇帝實錄·卷一百六十六》：（正統十三年五月）甲辰陞……嚴頤為雲南右參政……
6. ↑  《明英宗睿皇帝實錄·一百七十二》：（正統十三年十一月乙酉）復除湖廣右參政戴弁、雲南右參政嚴頤於廣東布政司……